# Uzzano
Uzzano /uˈʦːaːno/ je italská obec v horách v toskánské provincii Pistoia, 50 km severozápadně od Florencie. Obec má rozlohu 7 km² a zhruba 5100 obyvatel. Sídlo obce se nachází v části zvané Santa Lucia.

## Vývoj počtu obyvatel
Počet obyvatel